# Sara Arrhenius
Anna Sara Sofia Arrhenius, född 19 september 1961, är en svensk skribent, konstkurator och författare. Hon var den första chefen för Bonniers konsthall i Stockholm mellan februari 2005 och januari 2017.
Sara Arrhenius har arbetat som skribent och kritiker på Dagens Nyheter sedan 1998. Åren 1996–1999 var hon redaktör för konsttidskriften Index och hon är en av grundarna av tidskriften NU - The Nordic Art Review, där hon även var redaktör 1999–2001. Hon har varit direktör för IASPIS och var kurator för Göteborgs Internationella Konstbiennal 2005.
Hon var rektor för Kungliga Konsthögskolan från 2017 till 2022. Hon tillträdde i januari 2023 som direktör för Svenska Institutet i Paris.